# Rizvanovići
Rizvanovići är en liten by i kommunen Prijedor, Bosnien och Hercegovina. Byn ligger cirka 5 kilometer sydväst om Prijedor, på västra sidan av floden Sana.
Byn förstördes helt av bosnien-serbiska styrkor 1995 och innan dess, 1992, fördrevs den civila befolkningen utvisats och männen dödades eller fördess bort till koncentrationslägren Omarska och Trnopolje. Ett stort antal människor är fortfarande försvunna och identifiering av deras kvarlevor pågår fortfarande.
Återuppbyggnaden av byn började igen 1999.
| Rizvanovići |                 |                 |                 |
| Inskrivna   | 1991            | 1981            | 1971            |
| Bosnier     | 1 551 (98,72 %) | 1 104 (77,04 %) | 1 171 (99,74 %) |
| Serber      | 3 (0,19 %)      | 0               | 0               |
| Kroater     | 1 (0,06 %)      | 1 (0,06 %)      | 1 (0,08 %)      |
| Jugoslaver  | 10 (0,63 %)     | 324 (22,60 %)   | 0               |
| Andra       | 6 (0,38%)       | 4 (0,27%)       | 2 (0,17%)       |
| Summa       | 1 571           | 1 433           | 1 174           |